# Oració a l'hort de Getsemaní
|  | Per a altres significats, vegeu «Oració a l'hort». |

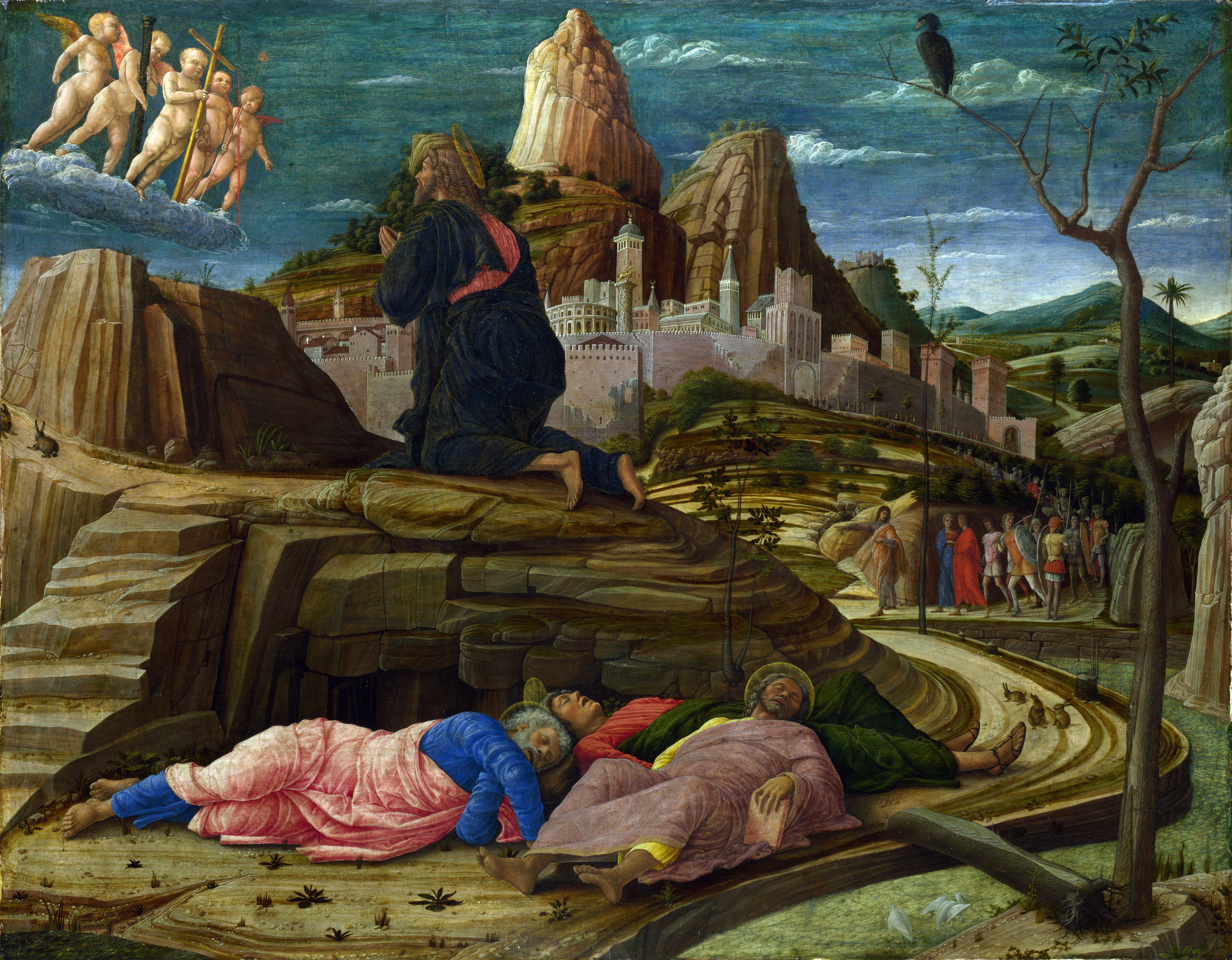
Una representació de Jesús pregant a l'hort de Getsemaní segons Andrea Mantegna (segle XV)

L'oració a l'hort de Getsemaní és un episodi de la vida de Jesús de Natzaret, present als quatre Evangelis, que descriu l'angoixa de Jesús abans de ser detingut i que comenci la seva anomenada 'passió' (patiments).

## Narració als Evangelis
Immediatament després de l'Últim Sopar, Jesús se'n va a anar a pregar a un indret identificat per Mateu i Marc com l'hort de Getsemaní i per Lluc com el Mont de les Oliveres.
Segons l'Evangeli de Mateu, va anar-hi acompanyat pels apòstols Pere, Joan i Jaume, a qui va demanar que preguessin amb ell. Se'n va separar "un tros enllà" i, sentint una angoixa i una tristesa aclaparadores, va pregar: "Pare meu, si és possible, que aquesta copa s'allunyi de mi. Però que no es faci com jo vull, sinó com tu vols". Va buscar reconfort en els seus deixebles, però aquests s'havien adormit. Jesús va dir: "Així, doncs, ¿no heu estat capaços de vetllar una hora amb mi? Vetlleu i pregueu, per no caure en la temptació. L'esperit de l'home és prompte, però la seva carn és feble." Llavors es va allunyar de nou i va dir: "Pare meu, si aquesta copa no pot passar lluny sense que jo la begui, que es faci la teva voluntat." Veient els deixebles encara adormits, va repetir aquesta oració per segon cop. Finalment, va tornar prop seu i els va dir: "Dormiu ara i reposeu! S'acosta l'hora, i el Fill de l'home serà entregat en mans dels pecadors. Aixequeu-vos, anem! El qui em traeix ja és aquí."
L'Evangeli de Marc afegeix que, mentre Jesús pregava, "se li va aparèixer un àngel del cel que el confortava" i que, "ple d'angoixa, la seva suor semblava com gotes de sang que caiguessin fins a terra."
Aquest episodi és seguit pel de la traïció de Judes i l'arrest de Jesús per part del Sanedrí.

## Tradició catòlica
A la tradició catòlica, el Sofriment de Jesús a l'hort és el primer misteri de dolor del rosari i la primera estació del Via Crucis. D'altra banda, se sosté que Crist va suar sang literalment, i no pas en sentit figurat.